# アウトバーン 15
アウトバーン 15（ドイツ語: Bundesautobahn 15, BAB 15 または A 15）、通称シュプレーヴァルトアウトバーン（Spreewaldautobahn）はドイツの高速道路、アウトバーンの一路線である。

## 概要

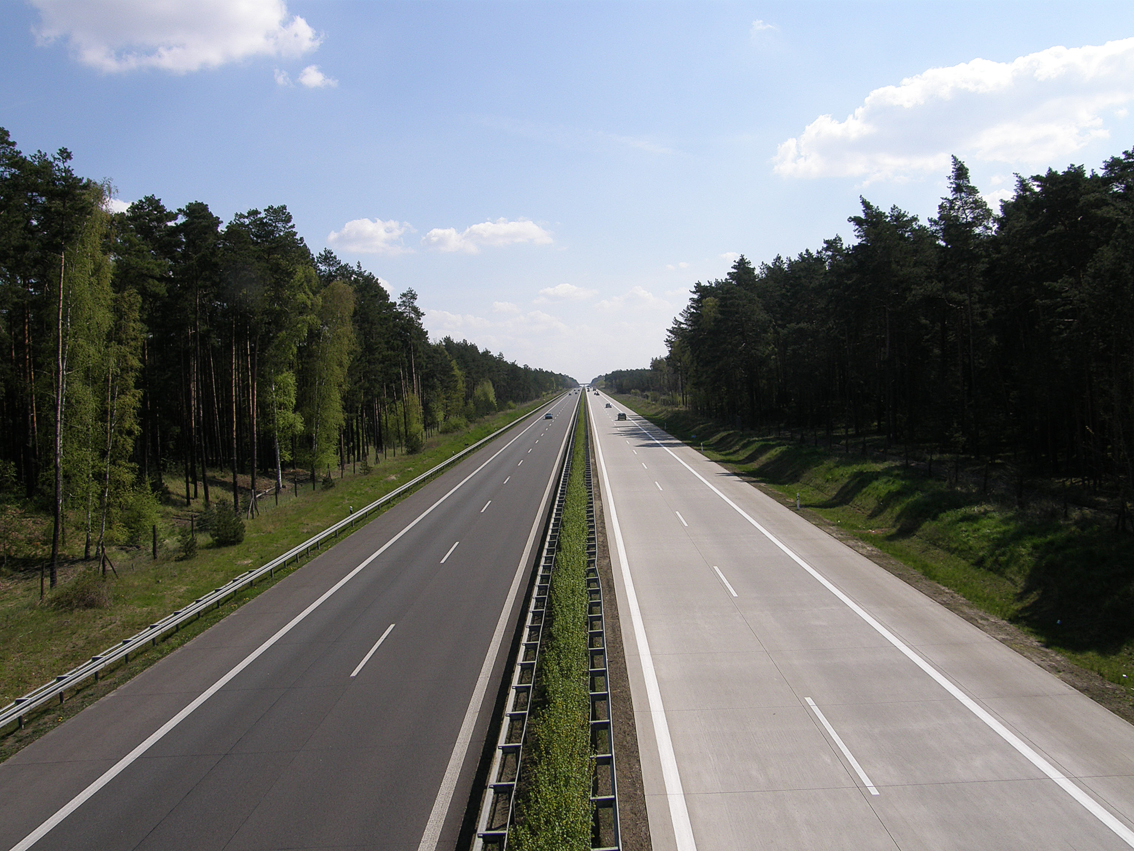
2008年春のA 15

西のブランデンブルク州リュベナウ付近から東のポーランド国境、フォルスト付近まで64 kmの路線を持つ地方道路である。
ブランデンブルク州のラウジッツ地方を横断する幹線道路である。リュベナウJCTでA13から分岐する。同州南部の最大都市コトブスを経由し、ポーランド国境まで至り、そこからポーランドのA18として続く。
A15およびポーランドのA18・A4は戦前にベルリン・ブレスラウ・上シレジアを結ぶ帝国アウトバーンとして計画され1930年代後半に開業した。現在はドイツのA15およびポーランドのA18はベルリン・ボレスワビエツを結ぶ欧州自動車道路E36号線の一部となっている。

## 行程
- 計画段階の新規インターチェンジおよびジャンクションは含まれていない。
- 接続路線名の特記がないものは州道または郡道。

| アウトバーン 15の行程一覧表 | アウトバーン 15の行程一覧表 | アウトバーン 15の行程一覧表                               | アウトバーン 15の行程一覧表     | アウトバーン 15の行程一覧表 |
| IC 番号                     | 施設名                      | 施設名                                                    | 接続路線名                      | 州                          |
| --------------------------- | --------------------------- | --------------------------------------------------------- | ------------------------------- | --------------------------- |
| 1                           | ジャンクション              | シュプレーヴァルト分岐点 Dreieck Spreewald                | アウトバーン 13                 | ブランデンブルク州          |
| 2                           | インターチェンジ            | ボーブリッツ Boblitz                                      | --                              | ブランデンブルク州          |
| 3                           | インターチェンジ            | フェッチャウ Vetschau                                     | --                              | ブランデンブルク州          |
| 4                           | インターチェンジ            | コトブス＝西 Cottbus-West                                 | 連邦道路169号線                 | ブランデンブルク州          |
| 5                           | インターチェンジ            | コトブス＝南 Cottbus-Süd                                  | 連邦道路97号線                  | ブランデンブルク州          |
| 6                           | インターチェンジ            | ロゴゼン Roggosen                                         | 連邦道路97号線                  | ブランデンブルク州          |
| 7                           | インターチェンジ            | フォルスト Forst                                          | 連邦道路112号線 連邦道路115号線 | ブランデンブルク州          |
| 8                           | インターチェンジ            | クライン・バーデモイゼル Klein Bademeusel                 | --                              | ブランデンブルク州          |
| 9                           | 欧州連合内国境              | フォルスト/オルシナ国境通過点 Grenzübergang Forst/Olszyna | レグニツァ方面                  | ブランデンブルク州          |